# Catchweight
Il termine di lingua inglese catchweight viene utilizzato spesso negli sport da combattimento come pugilato e arti marziali miste e definisce un limite massimo di peso non conforme a quelli definiti nelle varie categorie di peso ufficiali: di conseguenza il peso limite viene accordato tra i due lottatori per quel singolo incontro e l'incontro stesso non è valevole per alcun titolo di divisione.

## Esempi di incontri catchweight
- Nella boxe Roy Jones Jr. affrontò Félix Trinidad in un incontro accordato con un limite massimo di peso di 190 libbre (86,18 kg).
- Nelle arti marziali miste Jon Fitch affrontò Thiago Alves in un incontro accordato con un limite massimo di peso di 171,5 libbre (77,79 kg).